# Steria
Steria est une SSII française créée en 1969 qui présentait la particularité d'avoir dès sa fondation un fort actionnariat salarié, via la gouvernance de la société Soderi. 
Son siège social se situait à Vélizy-Villacoublay, dans le pôle technologique Paris-Saclay. En 2011, Steria était la cinquième SSII sur le marché français en 2011 et la sixième à l'échelle européenne, avec un chiffre d'affaires de 1,75 Md d’euros en 2011 et 20 000 salarié(e)s réparti(e)s dans 16 pays. La société était cotée sur Euronext Paris. 
Le 1er janvier 2015, la fusion de Steria et Sopra aboutit à la création du groupe Sopra Steria.

## Histoire

### 1969: création
Le 19 juin 1969, la SODERI (SOciété pour le DÉveloppement et la Recherche en Informatique), société civile à capital variable, est créée. Jean Carteron en détient alors 51 % du capital. Sept autres actionnaires se partagent chacun 7 % du capital : Henri Cantegreil, ingénieur du génie maritime ; Gérard Fourlinie, commercial ; Marc Parenti ; Michel Ritout, spécialiste des langages temps réel et des compilateurs ; Éric Hayat ; Philippe Hurtaut et Max de Ferran, ingénieur des Arts et Métiers.
Le 2 septembre 1969, la société Steria (Société d'étude et de réalisation en informatique et automatisme), société anonyme au capital de 400 000 F, est créée. SODERI possède 51 % de ce capital, le groupe BNP 29,5 % (BNP 19,5 % ; Banexi 10 %) et le groupe Indochine 19,5 % (Banque de l'Indochine 8 % ; Locafrance 11,5 %). Ce découpage financier permet à Jean Carteron de conserver le contrôle des deux sociétés, grâce aux 26 % de capital total détenu (51 % de 51 %).
La société est alors domiciliée dans les bureaux de la BNP, 14 rue Bergère à Paris 9e (ancien siège du Comptoir national d'escompte de Paris).

### 1969–1975
En 1969, le premier contrat est signé avec le ministère de l'Économie et des Finances français. L'année suivante, Steria déménage au Chesnay. En 1971, Steria crée sa première filiale à l'étranger (Belgique), Steriabel, en partenariat avec la Banque de Bruxelles actionnaire à 40 %. La même année, la première agence régionale est créée à Bordeaux pour accompagner un contrat avec la BNP.
En 1973, Steria informatise l'AFP par la création d'un système de traitement de texte permettant une transmission de l'information en temps réel. L'année suivante, Steria achète un terrain avenue de l'Europe à Vélizy et y fait construire un immeuble de bureaux. En 1975, Steria rachète Sitintel, spécialiste de l'informatique miniaturisée.

### 1976–1983
En janvier 1976, Steria atteint l'effectif de 549 salariés. L'année suivante, l'entreprise crée un système de gestion technique de bâtiment centralisé pour le Centre national d'art et de culture Georges Pompidou. En 1978, Steria poursuit son internationalisation en créant une filiale en Suisse. En 1979, Steria loue un immeuble de bureaux 149 rue de Courcelles à Paris pour y loger l'activité bancaire et la direction générale. Pour les Jeux olympiques, Steria développe un système de fil de presse en temps réel. En 1981, Steria participe au développement du Minitel, en concevant l'architecture du système, du logiciel de sécurité et de certaines applications. L'année suivante, Steria développe un simulateur numérique pour la formation du personnel volant d'Air Inter.

### 1984–1995
En 1986, le premier gros contrat en dehors de la France est signé avec le développement du système informatique de la Banque centrale saoudienne. En 1989, Steria met en place des infrastructures d'interconnexion des distributeurs automatiques de billets des différentes banques françaises. En 1990, Steria créée des filiales et de bureaux en Allemagne, en Espagne et en Arabie saoudite. En 1992, Jean Carteron, âgé de 66 ans, annonce au conseil de Steria sa décision de quitter la présidence le 31 décembre, et lui propose de désigner Michel Gautier comme président, ce qu'il fait à l'unanimité. En 1993, Steria élabore le système d’information de l'aéroport de Jakarta. La même année, la crise du secteur informatique entraîne pour Steria sa première année de pertes et l'arrêt de la croissance. En 1994, Steria revient à des bénéfices et à une croissance modeste.

### 1996–2001
En 1996, Steria devient une société en commandite par actions. En 1997, Steria rachète la société indienne IIS Infotech basée à New Delhi. Le 1er puis le 2e trimestre 1997 montrent une dégradation des résultats financiers[réf. souhaitée]. Le 18 septembre, François Enaud est nommé président directeur général du Groupe. En 1998, Steria développe un simulateur de conduite centralisé de la ligne de métro parisienne sans conducteur Meteor. En 1999, Steria est introduit à la Bourse de Paris.
En 2000, Steria rachète trois sociétés françaises de taille moyenne avec le rachat de l'activité d'infogérance d'Experian France (ex-SG2) ; de Tecsi qui apporte d'importants contrats avec France Télécom, ainsi qu'une expertise dans le domaine des logiciels embarqués, pour environ 560 millions de francs, soit plus de deux fois le chiffre d'affaires 1999 de Tecsi (257 millions de francs) ; et d'Equip, société spécialisée dans la gestion de parc micro-informatique.
En 2001, Steria acquiert des activités de services d'Integris du Groupe Bull dans neuf pays européens. Le nouveau PDG de Bull obtient de retirer l'Italie de la vente d'Integris Europe à Steria. La même année Steria développe la carte d'identité électronique belge.

### 2001–2007
Steria voit son action chuter de 100 euros (son plus haut niveau) à 4,80 euros (son plus bas niveau en 2002) dans un contexte économique mondial difficile. En 2002, Steria acquiert la gestion des transactions comptables et financières de British Telecom à travers un contrat d'externalisation des processus métiers (BPO). La même année, Steria cède son activité web agency Net and B. En 2003, Steria ouvre un plan d'épargne entreprise aux salariés européens du groupe.
En 2004, Steria regroupe à Sophia Antipolis sept de ses centres de traitement européens. En 2005, la cour d'appel de Toulouse condamne Steria pour discrimination syndicale. En 2005, Steria acquiert l'entreprise allemande, Mummert Consulting. En 2005, les salariés revendiquent leur participation aux bénéfices du groupe. En 2006, Steria gagne la mise en œuvre de la biométrie mobile pour la sécurité des stades de la coupe du monde. La même année, Steria gère la supervision en temps réel du trafic routier de Singapour par l'analyse de la position des 20 000 taxis. Steria compte son 10000e collaborateur au sein du groupe. En 2007, les statuts de l'entreprise évoluent pour la mise en œuvre d’une « gouvernance participative » impliquant les salariés actionnaires. Steria signe avec le ministère des Finances français le contrat « Chorus », le plus important projet SAP en France. Il ouvre de deux centres nearshore en Pologne et au Maroc. En 2007, le rachat de la SSII britannique Xansa permet à Steria de développer considérablement ses parts de marché dans le secteur public au Royaume-Uni, ainsi que ses capacités de production offshore en Inde.

### 2008 à 2014
En 2008, Steria crée un centre nearshore à Katowice en Pologne pour les activités d'externalisation en Europe. La même année, il crée un centre nearshore à Casablanca au Maroc. Steria Medshore fournit aux marchés européens et méditerranéens des services d'intégration de système et d'infogérance applicative. François Mazon, directeur général France, est limogé fin octobre à la suite d'un avertissement sur résultats. François Enaud assume temporairement l'intérim, puis Olivier Vallet est nommé directeur général France et définit une nouvelle organisation. De plus, à la suite de l'action intentée par le comité d'établissement de la région parisienne, la société Steria est condamnée pour délit d'entrave par la 17e chambre correctionnelle de Nanterre. La CGT s'est portée partie civile dans cette action.
En 2009, l'entreprise fête son 40e anniversaire. La même année, le ministère de la Défense français choisit Steria pour une mission d’intégration entre Louvois (logiciel unique à vocation interarmées de la solde) et les SIRH. Steria annonce pour le 3e trimestre une baisse du chiffre d'affaires de 9,1 % sur un an. Le 14 octobre 2009, la Cour d'appel de Versailles déboute Steria de sa demande d'annuler une décision du CHSCT d'Issy. Le CHSCT avait décidé en juin 2009 de mener une expertise en présence d'un risque grave pour les salarié-e-s (suicide, tentatives de suicide, pression, etc.).
Le 19 octobre 2010, le cours de l'action Steria plonge en Bourse (-9 %) après un avertissement sur les bénéfices lié à la situation dans le secteur public britannique. En 2011, les syndicats CGC, FO et SUD obligent Steria à appliquer la loi TEPA en faveur du travail, de l’emploi et du pouvoir d’achat qui prévoit une exonération de cotisations sociales sur les heures supplémentaires ainsi que leur défiscalisation,.
En 2011, Steria déménage du site d'Issy-les-Moulineaux, vers l'immeuble Green Office de Meudon ; Steria Group vers l'immeuble EOS à Issy-les-Moulineaux. Le déménagement vers l'immeuble Green Office de Meudon permet à Steria de réaliser d'importantes économies sur les loyers et l'énergie, l'immeuble étant « à énergie positive », à savoir qu’il produit plus d’énergie qu’il n’en consomme. De nombreux salariés déplorent la faiblesse de la desserte en transports en commun (bus uniquement) ; prévu initialement fin 2012, le tramway T6 n’arrivera qu’en 2014. La prime de partage des profits (ou prime dividendes) distribuée par les entreprises ayant augmenté leurs dividendes en 2011, s'élève à 420 euros en moyenne par salarié, selon le ministère du travail. La direction de Steria accorde une prime de 80 euros, qui vient s'ajouter au dispositif d'intéressement et de participation.
En 2013, le nom de la société Steria apparaît dans les médias durant les affaires du système de paie Louvois, et d'ecomouv (Portique écotaxe). Le 26 novembre, le ministre de la Défense annonce l'abandon du système de paie Louvois, que le ministre avait qualifié de désastre et de vraie catastrophe, à la suite des erreurs à répétition dans le calcul des soldes. Cependant la société est mise hors de cause par un rapport.

### Fusion Sopra Steria en 2015
Le 8 avril 2014, Sopra et Steria annoncent leur intention de créer un leader européen des services du numérique, en réalisant un projet de rapprochement. L'opération prendra la forme d'une offre publique d'échange lancée par Sopra sur son concurrent Steria, au taux d'une action Sopra pour quatre actions Steria. Pour la première fois depuis 2000 et la bataille des 35 heures, des salariés se mettent en grève, protestant contre les conséquences d'une délocalisation en Pologne[réf. nécessaire].
En janvier 2015, Sopra fusionne avec la société française Steria. Ce qui donne naissance à la société Sopra-Steria Group.

## Implantations géographiques
En France, 55 % des effectifs de Steria se trouvent en région parisienne. La plus importante agence de province est située à Toulouse. Pour l'Europe, Steria est présent dans de nombreux pays, dont particulièrement en Europe de l'Ouest et la Pologne. Steria est également implanté en Asie et en Afrique du Nord.

## Données financières et boursières

### Chiffre d'affaires et Résultat Net (part du groupe)
| Années                        | 2002      | 2003    | 2004    | 2005      | 2006      | 2007      | 2008      | 2009      | 2010      | 2011      | 2012      |
| ----------------------------- | --------- | ------- | ------- | --------- | --------- | --------- | --------- | --------- | --------- | --------- | --------- |
| Chiffre d'affaires            | 1 071 000 | 970 300 | 983 500 | 1 174 900 | 1 262 000 | 1 416 200 | 1 765 700 | 1 630 000 | 1 692 700 | 1 747 677 | 1827,2 ME |
| Résultat Net (part du groupe) | 10 900    | 21 515  | 29 994  | 38 286    | 54 332    | 50 018    | 51 601    | 48 189    | 42 900    | 55 009    | 35,6 ME   |

Le chiffre d'affaires bondit en 2007/2008 par croissance externe grâce à l'acquisition de Xansa. Maximal en 2008, il subit ensuite les conséquences de la crise économique mondiale. L'acquisition de Xansa devait permettre à Steria d'atteindre son objectif de porter son chiffre d'affaires à 2 milliards d'euros à l'horizon 2008.
Le résultat net (part du groupe) est maximal en 2011, quoiqu'à peine supérieur à celui de 2006. L'acquisition de Xansa, présentée en 2007 comme porteuse de synergies, n'a donc pas eu les effets escomptés sur la rentabilité.
Les analystes financiers s'interrogent sur la pertinence stratégique de cette acquisition, la diffusion du modèle offshore Inde/UK en Europe continentale n’étant pas encore une réalité et l'activité dans le secteur public étant touchée par les efforts de rigueur budgétaire (en particulier au Royaume-Uni).

### Analyse du parcours boursier
Le parcours boursier de l'action Steria est très médiocre. Le cours actuel est inférieur au cours d'introduction, il y a 13 ans en 1999. À tous les horizons de placement (de 1 semaine à 5 ans), la variation est négative. Ce parcours est plus mauvais que celui des indices de marché (Steria fait partie du SBF120) et que celui de ses grands concurrents côtés (Cap Gemini et Atos).
La bulle internet a permis d'enregistrer un plus haut de 100 euros en 2000.
Le krach boursier de 2001-2002 a provoqué un plus bas de 4,80 euros en 2002.
Entre 2005 et 2007, l'action s'est stabilisée vers 40 euros.
Puis le marché a sévèrement sanctionné l'acquisition de Xansa, l'action perdant jusqu'à 80 % de sa valeur. La capitalisation boursière actuelle de Steria (environ 376 millions d'euros) est très inférieure au prix d'achat de Xansa en 2007 (environ 700 millions d'euros), il y a donc eu une importante destruction de valeur.
Les facteurs pouvant expliquer ce parcours boursier très médiocre peuvent être :[réf. nécessaire]
- le statut de société en commandite par actions : le gérant est inamovible, quelles que soient les performances de l'action ; une offre publique d'achat n'a pas de sens
- une politique de croissance privilégiant la croissance externe : les acquisitions peuvent être surpayées (Tecsi en 2000 et surtout Xansa en 2007) et/ou faites au plus mauvais moment au début d'une crise (Intégris en 2001, Xansa en 2007)
- une rentabilité généralement inférieure à la moyenne du secteur, quoique Steria a fait preuve d'une bonne résistance lors de la dernière crise
- un dividende faible, quoiqu'en augmentation depuis 2009 (0,12 € en 2009 ; 0,24 € en 2010 ; 0,35 € en 2011 correspondant à un rendement de 2,66 %)
- une dilution provoquée chaque année par le plan d'actionnariat pour les salariés et l'attribution d'actions gratuites pour les managers
- après une période de 5 ans de baisse de l'action, qui est aussi la durée de blocage des actions sur les plans d'épargne salariale, la démotivation des salariés actionnaires et dans une moindre mesure des managers (attribution d'actions gratuites).

### Actionnaires institutionnels
Les principaux actionnaires institutionnels sont :
- FMR LLC (Fidelity Management and Research) qui déclare détenir le 24 novembre 2010 : 1 978 991 actions représentant autant de droits de vote, soit 6,71 % du capital[37]
- Financière de l’Échiquier qui déclare détenir le 31 janvier 2011 : 1 801 785 actions représentant autant de droits de vote, soit 5,90 % du capital[38].

Ces actionnaires institutionnels ont augmenté leur participation, au 31/12/2001 :
- FMR LLC (Fidelity Management and Research) : 2 807 577 actions, 9,11 % du capital, 7,67 % des droits de vote
- Financière de l’Échiquier : 2 447 784 actions, 7,94 % du capital, 6,69 % des droits de vote.

Un autre actionnaire institutionnel important est la société Nobel (contrôlée par HSBC). Elle déclare avoir franchi en hausse le seuil de 5 % du capital, le 3 juin 2009. Puis déclare avoir franchi en baisse le seuil de 5 % du capital le 23 avril 2010. Au 31/12/2011, elle détient 1 025 343 actions, 3,33 % du capital, 5,60 % des droits de vote. Pendant la vente de ses actions, HSBC recommande au marché d'acheter l'action, en relevant sa recommandation de 'neutre' à 'surpondérer'.

### Actionnaires salariés
Dès sa création en 1969, Steria met en place l'actionnariat salarié : Jean Carteron détient 51 % du capital donc contrôle la société, sept salariés possèdent chacun 7 % du capital. Les principes fondateurs sont donc définis : d'une part contrôle de la société par son dirigeant (initialement fondateur), d'autre part participation des salariés.
L'actionnariat salarié prend diverses formes au cours de l'histoire de Steria, passant d'une gouvernance paternaliste à une gouvernance dite participative. Sous sa forme en vigueur jusqu'à la fusion de Steria avec Sopra en 2014, la SCA permet d'accueillir des actionnaires institutionnels et individuels, en assurant une excellente protection contre une offre publique d'achat.
L'actionnariat salarié (y compris trusts en droit anglais) constitue une participation, au 31 décembre 2011, de 21,05 % du capital, soit un des niveaux les plus élevés observés dans les sociétés cotées françaises.
6 000 salariés sont actionnaires, soit 30 % de l'effectif. A contrario, 14 000 salariés, soit 70 % de l'effectif, ne sont pas actionnaires, soit par choix, soit par impossibilité (Steria propose un plan d’actionnariat dans 11 pays sur 16)[réf. nécessaire].
Le nombre d'actions possédées par chaque salarié actionnaire est très variable, notamment via les plans d'actionnariat salarié et l'attribution d'actions gratuites de performance[réf. souhaitée].